# Hof Iben

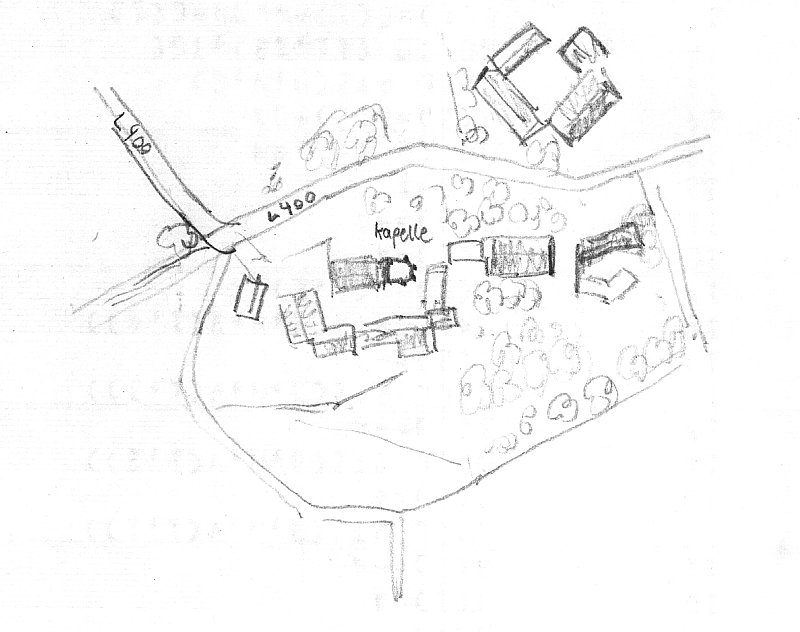
Lageskizze

Hof Iben ist eine ehemalige Wasserburg und Templerkommende auf dem Gebiet der Ortsgemeinde Fürfeld im Landkreis Bad Kreuznach in Rheinland-Pfalz. Der erhaltene Chor der Kapelle gehört zu den frühesten Bauwerken der Hochgotik in Deutschland.

## Geschichte
Die älteste erhaltene Erwähnung von Iben stammt von 1258. Es handelte sich damals um eine Niederlassung des Templerordens. Der erhaltene gotische Chor der Burgkapelle muss um 1240 erbaut worden sein. Damit zählt der Chor zur frühesten deutschen Gotik. Ein im 19. Jahrhundert abgebrochenes Langhaus belegt ein früheres Datum der Gründung Ibens. Die vom Langhaus erhaltenen Reste zweier romanischer Kapitelle weisen hin auf eine Entstehung in der Zeit zwischen 1180 und 1220. Der Name Iben erinnert an Ibenium, die lateinische Bezeichnung der Kreuzfahrerburg Ibelin, welche von Saladin 1187 eingenommen und 1191 zerstört wurde. Demnach wurde Burg Iben wohl nach dem Dritten Kreuzzug von aus Palästina vertriebenen Templern gegründet und – wie auch sonst gelegentlich üblich – nach ihrer vorherigen Niederlassung benannt. Nach Auflösung des Ordens fiel die Burg 1312 an die Raugrafen von Altenbaumburg und 1362 an die Marschälle von Waldeck, die sie bis zu ihrem Aussterben 1553 behielten. Anschließend gehörte der Hof Daniel V. von Mudersbach (1532–1600), der ihn an seine Tochter Elisabeth († 1611) und seinen Schwiegersohn Hartmut XVI. von Cronberg († 1608) vererbte. Auf Hof Iben wurden als deren Enkel die Hofbeamten Hartmut und Johann Daniel von Cronberg geboren. Während der Feudalzeit war der Besitz von Iben mit der Ortsherrschaft über das nahe gelegene Fürfeld verbunden.
1638/39 fand der lutherische Pfarrer Justus Wilhelm Nigrinus (1599–1676), der von der reformierten Pfalzgräfin Maria Eleonora (1607–1675) aus Kreuznach vertrieben worden war, bei den lutherischen Cronbergern in Hof Iben Asyl.
Seit dem Tod des letzten Kronbergers, Reichsfreiherr Johann Nicolaus von Cronberg, gehörten der Hof und die Kapelle den katholischen Herren Schenk von Schmidtburg.
Der „Schinderhannes“ Johannes Bückler (1779–1803) stahl im Herbst 1795 auf Hof Iben Lebensmittel aus einem französischen Proviantwagen, wurde kurz gefangen genommen, aber von einem österreichischen Husaren-Piquet wieder befreit. Franz Joseph Nepomuk Ignaz Schenk von Schmidtburg († 1822) ließ den Besitz 1812 versteigern. Die Anlage ging in bäuerlichen Besitz über. Die Kapelle wurde 1870 aus dem landwirtschaftlichen Betrieb herausgelöst und vom Staat (Großherzogtum Hessen) gekauft. Sie gehört heute dem Land Rheinland-Pfalz.

## Anlage

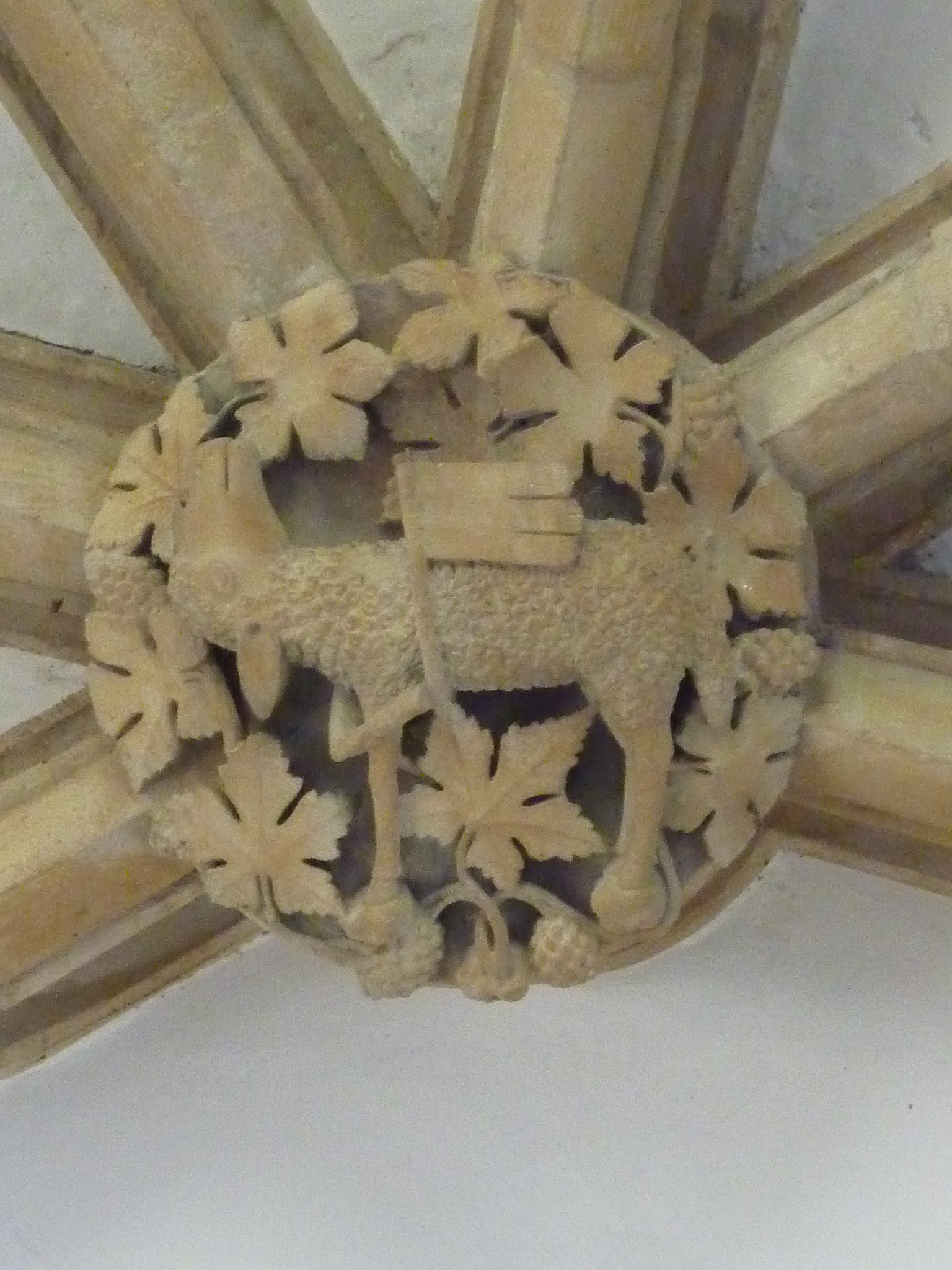
Schlussstein im Chor mit dem Agnus Dei

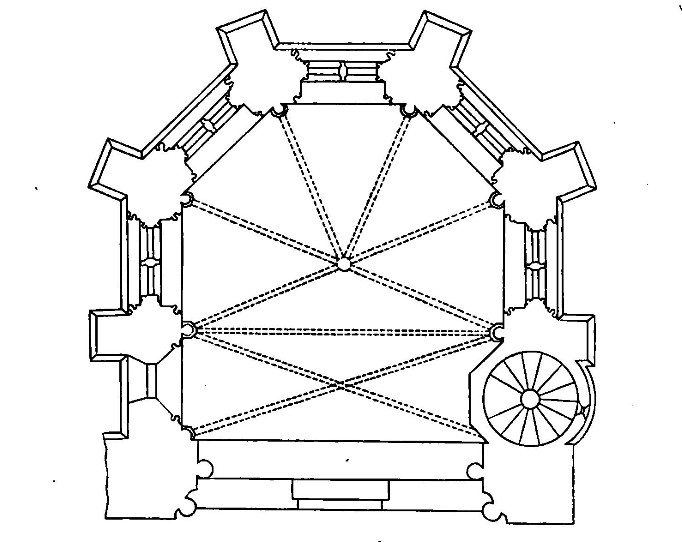
Grundriss 1869

Die bestehenden Hofgebäude geben nur noch ein ungefähres Bild von der Ausdehnung der ehemaligen Wasserburg. Von Bedeutung ist der um 1240 entstandene und erhaltene Chor der ehemaligen Burgkapelle. Ihm schloss sich ursprünglich ein romanisches Langhaus an, das im 19. Jahrhundert abgebrochen wurde. Der kreuzrippengewölbte 5/8-Chor hat einen achteckigen Dachreiter mit steinernem Spitzhelm. Das Maßwerk der Fenster, die Profilierung der Rippen und Scheidbögen und nicht zuletzt die Blattkapitelle legen eine Zuschreibung an die auch am Westlettner des Mainzer Domes beteiligte Naumburger Dombauhütte nahe. Neben der Marburger Elisabethkirche und der Trierer Liebfrauenkirche gehört die Burgkapelle von Iben zu den frühesten Zeugnissen französischer Kathedralgotik in Deutschland. Das Auftreten an einem vergleichsweise unbedeutenden Ort erklärt sich durch die europaweite Vernetzung der Templer.
Die Anlage als Wasserburg wurde ermöglicht durch einen Aufstau des Appelbachs unterhalb von Tiefenthal und eine Wasserzuführung durch den Obergraben der schon zuvor bestehenden oder gleichzeitig errichteten benachbarten Wassermühle.